# دوغات
ابن القرية2023
قرية دوغات أو دوغاتا (بالكردية: Dôghata)‏ هي قرية كردية يزيدية تقع شمال محافظة نينوى وتبعد عنها حوالي 35 كم، تحد القرية من الشرق قرية سريجكا ومن الغرب قرية ختارة الكبيرة ومن الجنوب قرية تللسقف ومن الشمال قرية بيبان. تسكن القرية حوالي 12الف نسمة. تنتمي دوغات إدارياً إلى ناحية ألقوش في قضاء تلكيف.
توجد في القرية الكثير من مقرات الأحزاب السياسية كالحزب الشيوعي العراقي والحزب الديمقراطي الكردستاني .
إلى الآن تعتمد الكثير من العوائل في القرية على الزراعة والثروة الحيوانية حيث كان في الماضي مصدرأ رئيسا لعيشهم. توجد في القرية عدة مدراس منهم 3 مدراس ابتدائية ومدرسة متوسطة يوجد مستوصف تم بنائها في عام 2011. تعاني القرية الكثير من المشاكل البلدية لعدم وجود الخدمات الكافية فيها وعدم وجود شبكة صرف المياه الصحية وقلة امتداد شبكة مياه الشرب والاعمدة الكهربائية.